# 清水喜彦
清水 喜彦（しみず よしひこ、1955年 - ）は日本の経営者、銀行家。元SMBC日興証券代表取締役社長。山梨県出身。

## 来歴
山梨県立甲府第一高等学校、早稲田大学商学部卒業。1978年住友銀行（現三井住友銀行）入行。同社常務執行役員法人企業統括部長、2012年代表取締役副頭取、取締役副会長、2015年SMBC日興証券代表取締役副社長などを歴任。2016年4月より代表取締役社長。2021年代表取締役会長。2022年顧問。現在は山梨県にゆかりのある人の集まりをまとめる山梨県人会連合会の会長を務めている。